# 경주 남사리 북삼층석탑
경주 남사리 북삼층석탑(慶州 南사里 北三層石塔)은 대한민국 경상북도 경주시 현곡면 남사리에 있는 삼층석탑이다. 1985년 8월 5일 경상북도의 문화재자료 제7호로 지정되었다.

## 개요
탑이 있었던 사찰이나 탑의 유래에 대해서는 알 수 없다.
탑신(塔身)의 몸돌은 모서리마다 기둥 모양을 새겨 놓았고, 네 귀퉁이가 많이 훼손된 지붕돌은 밑면에 새긴 5단의 받침이 비교적 선명하다.
탑의 건립시기는 통일신라시대로 추정된다. 1973년 경주경찰서 신청사를 준공할 때 기단부(基壇部)만 남겨두고 지붕돌 3개를 경찰서 정원으로 옮겨 보존해 오다가 지역 주민들의 건의에 따라 1995년 부족한 탑재를 보충하여 복원해 놓았다.

## 현지 안내문
이 탑은 1973년 경주경찰서 신청사를 준공할 때 기단부만 남겨두고 지붕돌 3개를 경찰서 정원으로 옮겨 보존해 오다가, 주민들의 꾸준한 요청에 의하여 1995년 원래의 위치인 이곳으로 옮겨 세우고 명칭도 지금의 이름으로 바꾸었다.
단층인 기단은 원래의 돌과 같은 크기로 새로 만들어 4개의 돌로 짜 맞추었는데 모서리기둥과 안기둥을 조각하였다. 그 위에 3층으로 몸돌과 지붕돌을 올렸다. 지붕돌의 밑면에 새긴 5단의 받침은 비교적 뚜렷하다.
탑을 다시 세우고 남은 돌들은 지금도 탑 서쪽에 그대로 보존되어 있어, 원래의 모습을 보다 확실히 알 수 있게 해주고 있다. 탑의 건릾시기는 통일신라 시대로 추정된다.

## 참고 자료
- 경주 남사리 북삼층석탑 - 국가유산청 국가유산포털